# Inženýrská akademie České republiky
Inženýrská akademie České republiky, celým názvem Inženýrská akademie České republiky, z.s., anglicky The Engineering Academy of the Czech Republic a ve zkratce IA ČR nebo EA CR, je česká profesní organizace, výběrové sdružení, samostatná právnická osoba, nezisková organizace a zapsaný spolek. Je primárně zaměřena na podporu a rozvíjení technických disciplín, technického rozvoje, technického vzdělávání a výzkumu, vývoje a inovací v těchto oblastech s cílem uspokojení technických, ekonomických, sociálních, environmentálních a kulturních potřeb společnosti. Sdružuje především inženýry.

## Historie a poslání

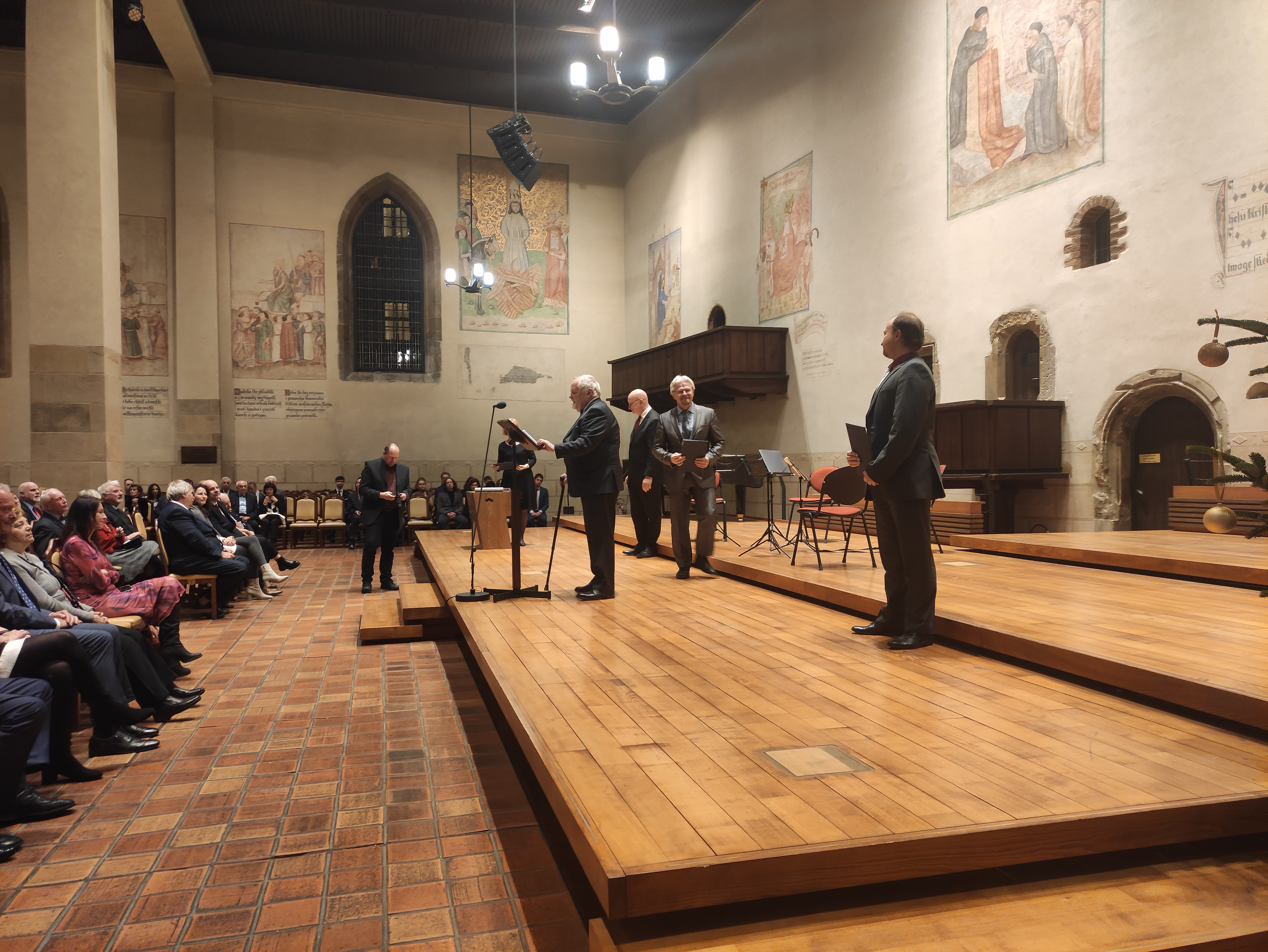
Slavnostní zasedání Inženýrské akademie České republiky 2023, Betlémská kaple v Praze

Inženýrská akademie České republiky vznikla 7. února 1995 podle Zákona č.83/1990 Sb. O sdružování občanů. Podle Zákona č.89/2012 Sb. Nového občanského zákoníku 2014 se od 1. ledna 2014 považuje za zapsaný spolek. Mateřskou/zakládající organizací je Akademie věd České republiky. 
IA ČR je především zaměřena na výzkum a vývoj v oblasti techniky, technologií, inovací, technického vzdělávání a mezinárodní spolupráce. To vše v rámci respektování pravidel Evropské unie. Sdružuje členy, kteří mají společný zájem o podporu, rozvíjení, vzdělávání, poznatky, výzkum, vývoj, realizaci, hodnocení a inovace technických disciplín a také na mezinárodní spolupráci v širokých inženýrských oblastech. IA ČR je členem „podobných“ mezinárodních nevládních organizací inženýrských akademií CAETS (International Council of Academies of Engineering and Technological Sciences) a Euro-CASE (European Council of Applied Sciences and Engineering). V roce 2001 založila specializované aplikační pracoviště (svůj výzkumný útvar) Czech Knowledge Transfer Office zaměřené na průmysl především v malých a středních podnicích.

### Odborné sekce IA ČR
- Strojírenství
- Elektrotechnika a energetika
- Stavebnictví a architektura
- Chemie a biotechnologie
- Materiálové inženýrství a technologie
- Informatika a kybernetika
- Technologie dopravních a přepravních systémů
- Strategie výzkumu a vývoje

### Titul „FEng.“
Řádní členové IA ČR mají právo uvádět za jménem titul „Člen Inženýrské akademie České republiky“ ve zkratce FEng. (z anglického Fellow of the Engineering Academy of the Czech Republic).